# Sturmgruppe Granit
Sturmgruppe Granit was een Duitse militaire eenheid in de Tweede Wereldoorlog. De eenheid - onderdeel van de Sturmabteilung Koch - werd speciaal getraind voor de verovering van het Fort Eben-Emael op 10 mei 1940.
Strumgruppe Granit bestond uit zesentachtig man en had elf zweefvliegtuigen ter beschikking voor de aanval, die geleid werd door Oberleutnant Rudolf Witzig. De groep was tijdens de slag om Fort Eben-Emael uiterst succesvol, aangezien het Belgische leger niet had gerekend op een aanval vanuit de lucht.